# تیغ‌پشت‌های نواری
تیغ‌پشت‌های نواری(نام علمی: Hemicentetes) نام یک سرده از تیره تیغ‌پشت است.